# 베체시

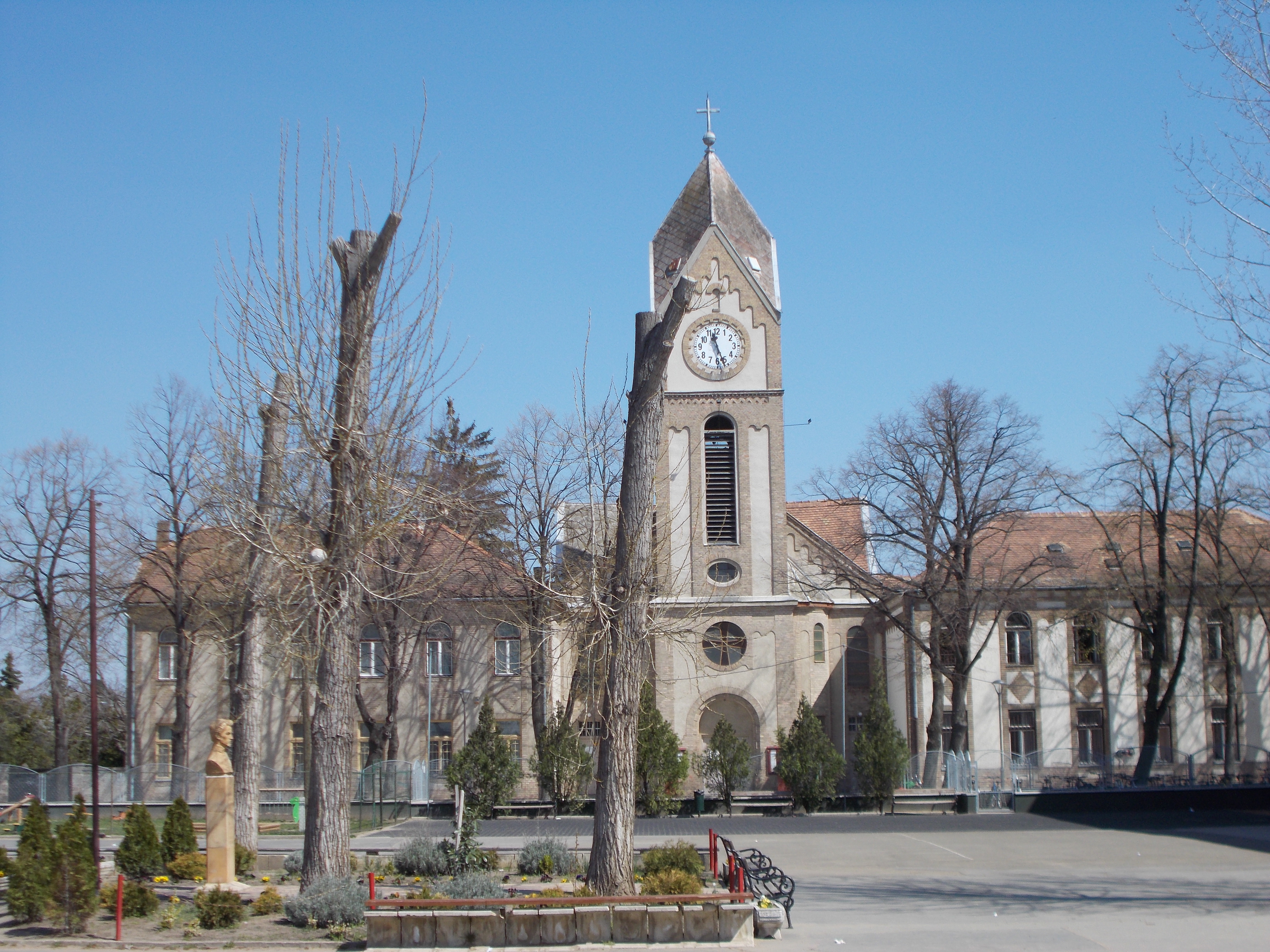
베체시 교회당

베체시(헝가리어: Vecsés, 독일어: Wetschesch)는 헝가리 페슈트주에 위치한 도시로 면적은 36.18km2, 인구는 20,550명(2009년 기준), 인구 밀도는 518.79명/km2이다. 헝가리의 수도인 부다페스트 수도권에 위치하며 베체시구의 구청 소재지이기도 하다. 부다페스트 리스트 페렌츠 국제공항과 인접해 있다.

시기
시 문장